# NHK Trophy 2022
NHK Trophy 2022 – piąte w kolejności zawody łyżwiarstwa figurowego z cyklu Grand Prix 2022/2023. Zawody rozgrywano od 18 do 20 listopada 2022 roku w hali Makomanai Ice Arena w Sapporo.
W konkurencji solistów zwyciężył Japończyk Shōma Uno, zaś w konkurencji solistek Koreanka Kim Ye-lim. W parach sportowych triumfowali Japończycy Riku Miura i Ryuichi Kihara, zaś w parach tanecznych reprezentanci Kanady Laurence Fournier Beaudry i Nikolaj Sørensen, dla których był to pierwszy w karierze złoty medal zawodów z cyklu Grand Prix.

## Terminarz
| Data         | Godzina                     | Konkurencja   | Segment          |
| ------------ | --------------------------- | ------------- | ---------------- |
| 18 listopada | 12:32 UTC+09:00 / 04:32 CET | Pary sportowe | Program krótki   |
| 18 listopada | 14:15 UTC+09:00 / 06:15 CET | Solistki      | Program krótki   |
| 18 listopada | 16:15 UTC+09:00 / 08:15 CET | Pary taneczne | Taniec rytmiczny |
| 18 listopada | 19:03 UTC+09:00 / 11:03 CET | Soliści       | Program krótki   |
| 19 listopada | 12:05 UTC+09:00 / 04:05 CET | Pary sportowe | Program dowolny  |
| 19 listopada | 13:50 UTC+09:00 / 05:50 CET | Solistki      | Program dowolny  |
| 19 listopada | 16:50 UTC+09:00 / 08:50 CET | Pary taneczne | Taniec dowolny   |
| 19 listopada | 19:31 UTC+09:00 / 11:31 CET | Soliści       | Program dowolny  |

## Rekordy świata
| Rekordy świata (GOE±5) na moment rozpoczęcia zawodów (stan na 18 listopada 2022): | Rekordy świata (GOE±5) na moment rozpoczęcia zawodów (stan na 18 listopada 2022): | Rekordy świata (GOE±5) na moment rozpoczęcia zawodów (stan na 18 listopada 2022): | Rekordy świata (GOE±5) na moment rozpoczęcia zawodów (stan na 18 listopada 2022): | Rekordy świata (GOE±5) na moment rozpoczęcia zawodów (stan na 18 listopada 2022): | Rekordy świata (GOE±5) na moment rozpoczęcia zawodów (stan na 18 listopada 2022): |
| Konkurencja                                                                       | Segment                                                                           | Zawodnicy                                                                         | Punkty                                                                            | Zawody                                                                            | Data                                                                              |
| --------------------------------------------------------------------------------- | --------------------------------------------------------------------------------- | --------------------------------------------------------------------------------- | --------------------------------------------------------------------------------- | --------------------------------------------------------------------------------- | --------------------------------------------------------------------------------- |
| Soliści                                                                           | Nota łączna                                                                       | Nathan Chen                                                                       | 335,30                                                                            | Finał Grand Prix 2019                                                             | 7 grudnia 2019                                                                    |
| Soliści                                                                           | Program dowolny                                                                   | Nathan Chen                                                                       | 224,92                                                                            | Finał Grand Prix 2019                                                             | 7 grudnia 2019                                                                    |
| Soliści                                                                           | Program krótki                                                                    | Nathan Chen                                                                       | 113,97                                                                            | Zimowe igrzyska olimpijskie 2022                                                  | 10 lutego 2020                                                                    |
| Solistki                                                                          | Nota łączna                                                                       | Kamiła Walijewa                                                                   | 272,71                                                                            | Rostelecom Cup 2021                                                               | 27 listopada 2021                                                                 |
| Solistki                                                                          | Program dowolny                                                                   | Kamiła Walijewa                                                                   | 185,29                                                                            | Rostelecom Cup 2021                                                               | 27 listopada 2021                                                                 |
| Solistki                                                                          | Program krótki                                                                    | Kamiła Walijewa                                                                   | 90,45                                                                             | Mistrzostwa Europy 2022                                                           | 13 stycznia 2022                                                                  |
| Pary sportowe                                                                     | Nota łączna                                                                       | Sui Wenjing / Han Cong                                                            | 239,88                                                                            | Zimowe igrzyska olimpijskie 2022                                                  | 19 lutego 2022                                                                    |
| Pary sportowe                                                                     | Program dowolny                                                                   | Anastasija Miszyna / Aleksandr Gallamow                                           | 157,46                                                                            | Mistrzostwa Europy 2022                                                           | 13 stycznia 2022                                                                  |
| Pary sportowe                                                                     | Program krótki                                                                    | Sui Wenjing / Han Cong                                                            | 84,41                                                                             | Zimowe igrzyska olimpijskie 2022                                                  | 18 lutego 2022                                                                    |
| Pary taneczne                                                                     | Nota łączna                                                                       | Gabriella Papadakis / Guillaume Cizeron                                           | 229,82                                                                            | Mistrzostwa świata 2022                                                           | 26 marca 2022                                                                     |
| Pary taneczne                                                                     | Taniec dowolny                                                                    | Gabriella Papadakis / Guillaume Cizeron                                           | 137,09                                                                            | Mistrzostwa świata 2022                                                           | 26 marca 2022                                                                     |
| Pary taneczne                                                                     | Taniec rytmiczny                                                                  | Gabriella Papadakis / Guillaume Cizeron                                           | 92,73                                                                             | Mistrzostwa świata 2022                                                           | 25 marca 2022                                                                     |

## Wyniki

### Soliści
| Poz. | Zawodnik            | Nota łączna | SP | SP    | FS | FS     |
| ---- | ------------------- | ----------- | -- | ----- | -- | ------ |
| 1    | Shōma Uno           | 279,76      | 2  | 91,66 | 1  | 188,10 |
| 2    | Sōta Yamamoto       | 257,85      | 1  | 96,49 | 6  | 161,36 |
| 3    | Cha Jun-hwan        | 254,76      | 6  | 80,35 | 2  | 174,41 |
| 4    | Kazuki Tomono       | 251,83      | 4  | 85,07 | 3  | 166,76 |
| 5    | Adam Siao Him Fa    | 250,45      | 3  | 87,44 | 4  | 163,01 |
| 6    | Matteo Rizzo        | 240,76      | 7  | 78,57 | 5  | 162,19 |
| 7    | Nika Egadze         | 232,86      | 5  | 84,47 | 8  | 148,39 |
| 8    | Stephen Gogolev     | 221,02      | 9  | 69,01 | 7  | 152,01 |
| 9    | Gabriele Frangipani | 212,31      | 10 | 68,78 | 9  | 143,53 |
| 10   | Conrad Orzel        | 202,69      | 8  | 73,10 | 11 | 129,59 |
| 11   | Maurizio Zandron    | 201,72      | 11 | 68,21 | 10 | 133,51 |
| 12   | Tomoki Hiwatashi    | 185,05      | 12 | 57,18 | 12 | 127,87 |

### Solistki
| Poz. | Zawodniczka      | Nota łączna | SP | SP    | FS | FS     |
| ---- | ---------------- | ----------- | -- | ----- | -- | ------ |
| 1    | Kim Ye-lim       | 204,49      | 1  | 72,22 | 2  | 132,27 |
| 2    | Kaori Sakamoto   | 201,87      | 2  | 68,07 | 1  | 133,80 |
| 3    | Rion Sumiyoshi   | 193,12      | 3  | 68,01 | 4  | 125,11 |
| 4    | Audrey Shin      | 189,00      | 4  | 65,87 | 5  | 123,13 |
| 5    | Rinka Watanabe   | 188,07      | 9  | 58,36 | 3  | 129,71 |
| 6    | Ji Seo-yeon      | 184,14      | 6  | 62,92 | 7  | 121,22 |
| 7    | Niina Petrõkina  | 180,29      | 8  | 58,81 | 6  | 121,48 |
| 8    | Wi Seo-yeong     | 176,74      | 7  | 61,06 | 10 | 115,68 |
| 9    | Starr Andrews    | 174,06      | 5  | 64,13 | 12 | 109,93 |
| 10   | Olga Mikutina    | 173,36      | 10 | 56,95 | 9  | 116,41 |
| 11   | Amber Glenn      | 169,36      | 11 | 52,04 | 8  | 117,32 |
| 12   | Eva-Lotta Kiibus | 162,37      | 12 | 48,56 | 11 | 113,81 |

### Pary sportowe
| Poz. | Zawodnicy                        | Nota łączna | SP | SP    | FS | FS     |
| ---- | -------------------------------- | ----------- | -- | ----- | -- | ------ |
| 1    | Riku Miura / Ryuichi Kihara      | 216,16      | 1  | 78,25 | 1  | 137,91 |
| 2    | Emily Chan / Spencer Akira Howe  | 187,49      | 2  | 64,62 | 2  | 122,87 |
| 3    | Brooke McIntosh / Benjamin Mimar | 175,65      | 3  | 62,31 | 3  | 113,34 |
| 4    | Irma Caladara / Riccardo Maglio  | 164,23      | 4  | 58,95 | 5  | 105,28 |
| 5    | Camille Kowalew / Pawieł Kowalew | 162,01      | 5  | 55,36 | 4  | 106,65 |
| 6    | Darja Daniłowa / Michel Tsiba    | 155,84      | 6  | 54,46 | 6  | 101,38 |

### Pary taneczne
| Poz. | Zawodnicy                                    | Nota łączna | RD | RD    | FD | FD     |
| ---- | -------------------------------------------- | ----------- | -- | ----- | -- | ------ |
| 1    | Laurence Fournier Beaudry / Nikolaj Sørensen | 210,41      | 1  | 85,66 | 1  | 124,75 |
| 2    | Madison Chock / Evan Bates                   | 209,13      | 2  | 85,00 | 2  | 124,13 |
| 3    | Caroline Green / Michael Parsons             | 191,10      | 3  | 77,00 | 4  | 114,10 |
| 4    | Allison Reed / Saulius Ambrulevičius         | 189,98      | 4  | 75,23 | 3  | 114,75 |
| 5    | Jewgienija Łopariowa / Geoffrey Brissaud     | 184,63      | 6  | 72,84 | 5  | 111,79 |
| 6    | Kana Muramoto / Daisuke Takahashi            | 178,78      | 5  | 75,10 | 7  | 103,68 |
| 7    | Wang Shiyue / Liu Xinyu                      | 174,11      | 7  | 70,32 | 6  | 103,79 |
| 8    | Yuka Orihara / Juho Pirinen                  | 168,45      | 9  | 66,47 | 8  | 101,98 |
| 9    | Misato Komatsubara / Tim Koleto              | 164,30      | 8  | 66,65 | 9  | 97,65  |
| 10   | Katarina Wolfkostin / Jeffrey Chen           | 148,01      | 10 | 64,94 | 10 | 83,07  |